# P. M. Dawn

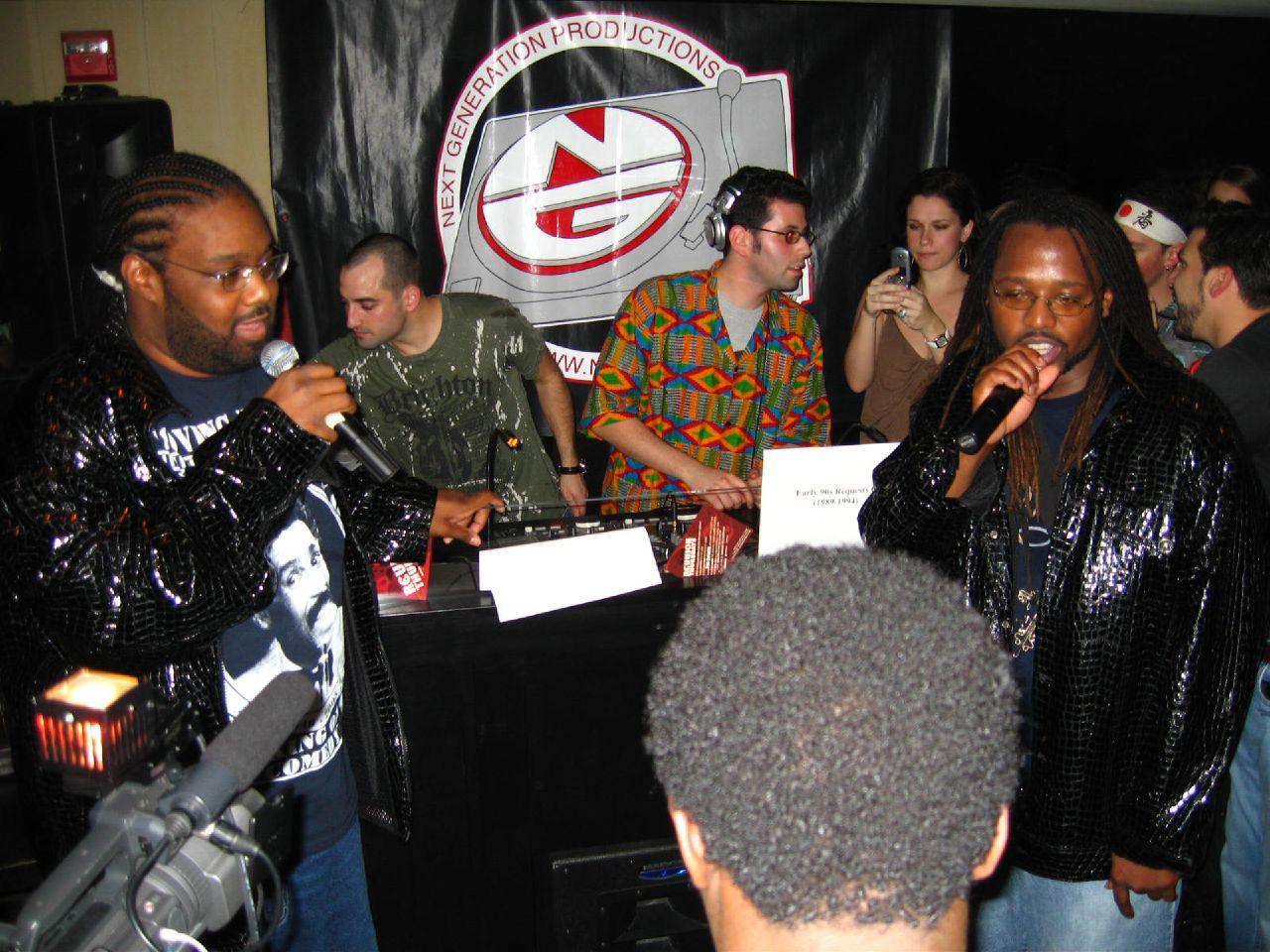
P. M. Dawn, 2006

P. M. Dawn war ein US-amerikanisches Rap-Duo, das 1988 von den beiden Brüdern Attrell (Prince Be) und Jarrett Cordes (DJ Minutemix) gegründet wurde.

## Biografie
Das erste Album Of the Heart, of the Soul and of the Cross: The Utopian Experience erschien 1991. Die erste Auskopplung A Watcher’s Point of View stieg in die UK Top 40, die Folgesingle Set Adrift on Memory Bliss, eine gerappte Neuinterpretation des Hits True von Spandau Ballet aus dem Jahr 1983, stieg in Großbritannien, den USA und Deutschland auf Platz drei der jeweiligen Hitparade, in der Schweiz auf Platz vier und in Österreich auf Platz neun. Auch die weiteren Singles des ersten Albums, Paper Doll und Reality Used to Be a Friend of Mine, schafften den Einstieg in verschiedene Charts.
Das zweite Album und trug 1993 den Titel The Bliss Album …? (Vibrations of Love and Anger and the Ponderance of Life and Existence). Die Singles daraus, Looking Through Patient Eyes, More Than Likely (feat. Boy George) und The Ways of the Wind, erreichten nur noch mittlere Chartplatzierungen. Lediglich Looking Through Patient Eyes schaffte eine Top-10-Platzierung in den USA.
Die 1995er Singles Downtown Venus und Sometimes I Miss You so Much (Dedicated to the Christ Consciousness) vom Album Jesus Wept waren nur noch in Großbritannien und den USA kleine Hits. Gotta Be … Movin’ On Up, ein Feature mit Ky-Mani Marley, und I Had No Right waren 1998 die letzten Singles von P. M. Dawn, die Chartplatzierungen erreichten.
Nachdem Attrell Cordes 2005 einen Schlaganfall erlitten und Jarrett Cordes sich entschieden hatte, die Gruppe zu verlassen, wurde das Projekt durch den Musiker Dr. Giggles alias Doc G, dem Cousin der beiden Gründer, fortgeführt. Attrell Cordes starb am 17. Juni 2016 im Alter von 46 Jahren.

## Diskografie

### Studioalben
| Jahr | Titel                                                                                      | Höchstplatzierung, Gesamtwochen, AuszeichnungChartplatzierungen (Jahr, Titel, Platzierungen, Wochen, Auszeichnungen, Anmerkungen) | Höchstplatzierung, Gesamtwochen, AuszeichnungChartplatzierungen (Jahr, Titel, Platzierungen, Wochen, Auszeichnungen, Anmerkungen) | Höchstplatzierung, Gesamtwochen, AuszeichnungChartplatzierungen (Jahr, Titel, Platzierungen, Wochen, Auszeichnungen, Anmerkungen) | Höchstplatzierung, Gesamtwochen, AuszeichnungChartplatzierungen (Jahr, Titel, Platzierungen, Wochen, Auszeichnungen, Anmerkungen) | Anmerkungen                                                  |
| Jahr | Titel                                                                                      | CH | UK | US | R&B | Anmerkungen                                                  |
| ---- | ------------------------------------------------------------------------------------------ | --- | --- | --- | --- | ------------------------------------------------------------ |
| 1991 | Of the Heart, of the Soul and of the Cross: The Utopian Experience                         | CH38 (1 Wo.)CH | UK8 Gold · (12 Wo.)UK | US48 Gold · (28 Wo.)US | R&B29 (26 Wo.)R&B | Erstveröffentlichung: 6. August 1991 Produzent: P. M. Dawn   |
| 1993 | The Bliss Album …? (Vibrations of Love and Anger and the Ponderance of Life and Existence) | — | UK9 Silber · (5 Wo.)UK | US30 Gold · (25 Wo.)US | R&B23 (25 Wo.)R&B | Erstveröffentlichung: 23. März 1993 Produzent: P. M. Dawn    |
| 1995 | Jesus Wept                                                                                 | — | UK97 (1 Wo.)UK | US119 (3 Wo.)US | — | Erstveröffentlichung: 3. Oktober 1995 Produzent: P. M. Dawn  |
| 1998 | Dearest Christian, I’m so Very Sorry for Bringing You Here. Love, Dad                      | — | — | — | — | Erstveröffentlichung: 27. Oktober 1998 Produzent: P. M. Dawn |
| 2000 | F*cked Music                                                                               | — | — | — | — | Erstveröffentlichung: 1. Dezember 2000 Produzent: P. M. Dawn |

### Kompilationen
- 2000: The Best of P. M. Dawn
- 2000: Unreleased Vol. 1
- 2008: Most Requested
- 2010: P. M. Dawn: Greatest Hits Live!

### Singles
| Jahr | Titel Album                                                                                   | Höchstplatzierung, Gesamtwochen, AuszeichnungChartplatzierungen (Jahr, Titel, Album, Platzierungen, Wochen, Auszeichnungen, Anmerkungen) | Höchstplatzierung, Gesamtwochen, AuszeichnungChartplatzierungen (Jahr, Titel, Album, Platzierungen, Wochen, Auszeichnungen, Anmerkungen) | Höchstplatzierung, Gesamtwochen, AuszeichnungChartplatzierungen (Jahr, Titel, Album, Platzierungen, Wochen, Auszeichnungen, Anmerkungen) | Höchstplatzierung, Gesamtwochen, AuszeichnungChartplatzierungen (Jahr, Titel, Album, Platzierungen, Wochen, Auszeichnungen, Anmerkungen) | Höchstplatzierung, Gesamtwochen, AuszeichnungChartplatzierungen (Jahr, Titel, Album, Platzierungen, Wochen, Auszeichnungen, Anmerkungen) | Höchstplatzierung, Gesamtwochen, AuszeichnungChartplatzierungen (Jahr, Titel, Album, Platzierungen, Wochen, Auszeichnungen, Anmerkungen) | Höchstplatzierung, Gesamtwochen, AuszeichnungChartplatzierungen (Jahr, Titel, Album, Platzierungen, Wochen, Auszeichnungen, Anmerkungen) | Anmerkungen |
| Jahr | Titel Album                                                                                   | DE | AT | CH | UK | US | R&B | Dance | Anmerkungen |
| ---- | --------------------------------------------------------------------------------------------- | --- | --- | --- | --- | --- | --- | --- | --- |
| 1991 | A Watcher’s Point of View (Don’t ’Cha Think) Of the Heart, of the Soul …                      | — | — | — | UK36 (5 Wo.)UK | — | — | Dance44 (2 Wo.)Dance | Erstveröffentlichung: Mai 1991 |
| 1991 | Set Adrift on Memory Bliss Of the Heart, of the Soul …                                        | DE3 (22 Wo.)DE | AT9 (12 Wo.)AT | CH4 (16 Wo.)CH | UK3 (8 Wo.)UK | US1 Gold · (20 Wo.)US | R&B16 (15 Wo.)R&B | Dance6 (10 Wo.)Dance | Erstveröffentlichung: 5. August 1991 inkl. Samples aus Spandau Ballets True                                                                                          |
| 1991 | Paper Doll Of the Heart, of the Soul …                                                        | DE42 (7 Wo.)DE | — | CH33 (3 Wo.)CH | UK49 (3 Wo.)UK | US28 (12 Wo.)US | R&B35 (8 Wo.)R&B | Dance37 (6 Wo.)Dance | Erstveröffentlichung: 1. Oktober 1991 |
| 1992 | Reality Used to Be a Friend of Mine Of the Heart, of the Soul …                               | — | — | — | UK29 (4 Wo.)UK | — | — | — | Erstveröffentlichung: Februar 1992 |
| 1992 | I’d Die Without You The Bliss Album …?                                                        | DE85 (6 Wo.)DE | — | — | UK30 (5 Wo.)UK | US3 Gold · (30 Wo.)US | R&B16 (20 Wo.)R&B | — | Erstveröffentlichung: September 1992 vom Soundtrack des Films Boomerang                                                                                              |
| 1993 | Looking Through Patient Eyes The Bliss Album …?                                               | DE63 (5 Wo.)DE | — | — | UK11 (7 Wo.)UK | US6 (21 Wo.)US | R&B62 (16 Wo.)R&B | — | Erstveröffentlichung: März 1993 Backing Vocals: Cathy Dennis; inkl. Samples aus George Michaels Father Figure                                                        |
| 1993 | More Than Likely The Bliss Album …?                                                           | — | — | — | UK40 (3 Wo.)UK | — | — | — | Erstveröffentlichung: Mai 1993 feat. Boy George |
| 1993 | The Ways of the Wind The Bliss Album …?                                                       | — | — | — | — | US54 (11 Wo.)US | — | — | Erstveröffentlichung: Juli 1993 |
| 1995 | Downtown Venus Jesus Wept                                                                     | — | — | — | UK58 (2 Wo.)UK | US48 (8 Wo.)US | — | — | Erstveröffentlichung: September 1995 |
| 1995 | Sometimes I Miss You so Much (Dedicated to the Christ Consciousness) Jesus Wept               | — | — | — | UK58 (2 Wo.)UK | US95 (5 Wo.)US | — | — | Erstveröffentlichung: Dezember 1995 |
| 1998 | Gotta Be … Movin’ On Up Dearest Christian, I’m so Very Sorry for Bringing You Here. Love, Dad | DE74 (9 Wo.)DE | — | — | UK68 (1 Wo.)UK | US90 (5 Wo.)US | R&B80 (6 Wo.)R&B | — | Erstveröffentlichung: März 1998 feat. Ky-Mani in US als Prince Be feat. Ky-Mani; inkl. Samples aus Imaginations Just an Illusion; vom Soundtrack des Films Senseless |
| 1998 | I Had No Right Dearest Christian, I’m so Very Sorry for Bringing You Here. Love, Dad          | — | — | — | UK97 (1 Wo.)UK | US44 (10 Wo.)US | R&B82 (6 Wo.)R&B | — | Erstveröffentlichung: September 1998 |
| 2000 | Night in the City –                                                                           | — | — | — | — | — | — | Dance15 (12 Wo.)Dance | Erstveröffentlichung: Dezember 2000 |

Weitere Singles
- 1989: Ode to a Forgetful Mind
- 1993: Plastic
- 1993: You Got Me Floatin’
- 1993: The Nocturnal Is in the House
- 1993: Norwegian Wood
- 1993: When Midnight Sighs
- 1998: Faith in You
- 1998: Art Deco Halos
- 2002: Amnesia

## Auszeichnungen für Musikverkäufe
| Goldene Schallplatte - Australien - 1998: für die Single Gotta Be … Movin’ On Up - Kanada - 1991: für das Album Of the Heart, of the Soul … - 1993: für das Album The Bliss Album …? |

Anmerkung: Auszeichnungen in Ländern aus den Charttabellen bzw. Chartboxen sind in ebendiesen zu finden.
| Land/RegionAuszeichnungen für Musikverkäufe (Land/Region, Auszeichnungen, Verkäufe, Quellen) | Silber  | Gold     | Platin | Verkäufe  | Quellen         |
| -------------------------------------------------------------------------------------------- | ------- | -------- | ------ | --------- | --------------- |
| Australien (ARIA)                                                                            | —       | Gold1    | —      | 35.000    | aria.com.au     |
| Kanada (MC)                                                                                  | —       | 2× Gold2 | —      | 100.000   | musiccanada.com |
| Vereinigte Staaten (RIAA)                                                                    | —       | 4× Gold4 | —      | 2.000.000 | riaa.com        |
| Vereinigtes Königreich (BPI)                                                                 | Silber1 | Gold1    | —      | 2120.000  | bpi.co.uk       |
| Insgesamt                                                                                    | Silber1 | 8× Gold8 | —      |           |                 |